# Lithostege castiliaria
Lithostege castiliaria là một loài bướm đêm trong họ Geometridae.